# Doublefinger Peak
Der Doublefinger Peak (englisch für „Doppelfinger-Gipfel“) ist ein Berg im ostantarktischen Viktorialand. Er liegt etwa 6,5 km landeinwärts des Granite Harbor an der Scott-Küste sowie nordöstlich des Mount Marston. 
Teilnehmer der Terra-Nova-Expedition (1910–1913) unter der Leitung des britischen Polarforschers Robert Falcon Scott entdeckten und benannten ihn. Namensgebend war eine schneegefüllte Felsspalte an der Ostflanke des Bergs, die diesen in zwei markante Felsnadeln trennt.